# 龔旺
龔 旺（きょう おう）は、中国の小説で四大奇書の一つである『水滸伝』に出てくる登場人物。梁山泊第七十八位の好漢で、地捷星の生まれ変わり。渾名は花項虎（かこうこ）で、全身に虎のまだら模様、首には虎の頭の刺青を施していることに由来。飛鎗（投げ槍）の使い手。東昌府で丁得孫と共に張清の副将として仕えていた。

## 生涯
東昌府に盧俊義率いる梁山泊軍が攻めてきた際、丁得孫とともに張清の副将として出陣し、張清の活躍もあって盧俊義軍を大いに苦しめた。さらに東平府を落とした宋江率いる梁山泊軍も加わりこれを迎え撃つが、東平府で梁山泊に加わった董平に張清が互角に戦っていると、索超が董平を援護すべく近づいてきたのを丁得孫と止めに向かった。しかし、今度は敵陣から林冲と花栄が出て来てしまい、これを相手するも全く敵わず生け捕られる。丁得孫も生け捕られ、さらに張清も生け捕られて投降し梁山泊入りしてしまったため、龔旺と丁得孫はそれに従って梁山泊入りする。
入山後は、丁得孫とともに歩軍将校に任命される。その後も丁得孫とともに戦場に赴き、朝廷招安後の遼国戦や田虎討伐と王慶討伐にも参戦する。方臘討伐の徳清県の戦いで敵将・黄愛を追いかけていたが、この途中で谷川に落ちたところを敵の槍でメッタ刺しにされて戦死する。